# مات فراي (صحفي ألماني)
مات فراي (بالألمانية: Matt Frei)‏ هو صحفي ومؤلف ألماني، ولد في 26 نوفمبر 1963 في إسن في ألمانيا.